# ウエルカム (映像プロダクション)
株式会社ウエルカム（英称：WELLCAM）は、1987年から2003年まで存在した日本のテレビ制作技術会社。
テレビ番組、CM、VPの企画・制作および制作技術やほかにも編集技術でおなじみのポストプロダクションなどを行っていた。

## 所在地
- 〒530-0041 大阪市北区紅梅町5-11

映像
- 元塚 徹
- 早野 昌孝
- 林 謙一郎（⇒トラッシュ⇒現:よしもとブロードエンタテインメント）
- 前田 昌彦（⇒トラッシュ⇒現:よしもとブロードエンタテインメント）
- 石黒 英三
- 寺岡 憲一（⇒トラッシュ⇒現:よしもとブロードエンタテインメント）
- 菊池 幸雄（⇒現:ウエストワン）
- 武田 和仁（⇒トラッシュ⇒MABU⇒現:リベンジ）
- 細川 貴史（⇒トラッシュ⇒現:よしもとブロードエンタテインメント）
- 猪上 義浩（⇒トラッシュ⇒現:よしもとブロードエンタテインメント）

SW
- 村上宜正

VE
- 徳山 嘉三
- 四藤 史郎（⇒アイ・ティ・エス⇒トラッシュ⇒現:よしもとブロードエンタテインメント）
- 竹本 昌之（⇒現:ブレーンズ）
- 大森 喜章（⇒トラッシュ⇒現:ウエストワン）

VTR
- 山本 久之

音声
- 後藤田利彦（⇒トラッシュ⇒現:よしもとブロードエンタテインメント）
- 上野太（⇒トラッシュ⇒現:よしもとブロードエンタテインメント）
- 直太輝彦（⇒トラッシュ⇒現:よしもとブロードエンタテインメント）
- 山崎勝彦 （⇒トラッシュ⇒現:よしもとブロードエンタテインメント）
- 梶巻 久仁彦 （⇒トラッシュ⇒現:よしもとブロードエンタテインメント）
- 魚住 真由美
- 橋場 美穂

## 主な作品
毎日放送
- よしもと新喜劇
- 素人名人会
- あまからアベニュー
- 福番
- はてなの一族
- 三枝きよし興奮テレビ
- 4時ですよーだ
- ダウンタウンのゆーたもん勝ち
- 夕方チャンス!
- 八方の4時はおまかせ!
- 淡路島女子駅伝中継
- テレビのツボ
- ドキッ!三枝きよし
- 満開!ハッスル家族
- ちちんぷいぷい
- ?マジっすか!

ABCテレビ（朝日放送）
- 日曜笑劇場
  - The ハタラケ興業
  - 松ちゃん浜ちゃんの純情通り3番地
  - ファンキーモンキー寛平先生がゆく!
  - なんじゃそら三人組
  - ツッコメディ!痛快パラダイス
  - なんやモー目茶苦茶屋
- ナイトinナイト 木曜日
  - 八方の楽屋ニュース
  - 八方・なるみの演芸もん!
  - ナンバ壱番館
- すんげー!Best10

関西テレビ
- 素敵!KEI-SHU5
- 三枝の激闘スタジアム
- 痛快!エブリデイ 金曜日「とれたて! 得ダネ情報局」内の中継コーナー
- 真夜中市場〜ハイヒールの眠れない夜〜
- 名探偵・山田花子
- 上方漫才天国

よみうりテレビ
- ウェークアップ!
- 電動くるくる大作戦
- あさパラ!
- 目玉とメガネ
- ココロは18歳未満
- アイニー行こう

テレビ大阪
- 吉本超合金シリーズ
  - 吉本超合金
  - 吉本超合金F
- べえぇす!

近畿地区UHF局
- よしもと麻雀倶楽部（SUN-TV）
- 吉本はまぐり御門劇場（KBS京都）